# Заборувек (Варшавський-Західний повіт)
Заборувек (пол. Zaborówek) — село в Польщі, у гміні Лешно Варшавського-Західного повіту Мазовецького воєводства.
Населення — 640 осіб (2011).
У 1975-1998 роках село належало до Варшавського воєводства.

## Демографія
Демографічна структура станом на 31 березня 2011 року:
|          | Загалом | Допрацездатний вік | Працездатний вік | Постпрацездатний вік |
| -------- | ------- | ------------------ | ---------------- | -------------------- |
| Чоловіки | 316     | 59                 | 219              | 38                   |
| Жінки    | 324     | 55                 | 198              | 71                   |
| Разом    | 640     | 114                | 417              | 109                  |